# Vinceae
Vinceae es una tribu de plantas de la subfamilia Rauvolfioideae pertenecientes a la familia Apocynaceae. Comprende 8 géneros. El género tipo es: Vinca L.

## Géneros
- Ammocallis Small = Catharanthus G. Don
- Amsonia Walter
- Bleekeria Hassk. = Ochrosia Juss.
- Cabucala Pichon = Petchia Livera
- Calpicarpum G. Don = Kopsia Blume
- Catharanthus G. Don
- Cyrtosiphonia Miq. = Rauvolfia L.
- Dissolena Lour. = Rauvolfia L.
- Excavatia Markgr. = Ochrosia Juss.
- Heurckia Müll. Arg. = Rauvolfia L.
- Kentrochrosia K. Schum. & Lauterb. = Kopsia Blume
- Kopsia Blume
- Lactaria Raf. = Ochrosia
- Lochnera Rchb. ex Endl. = Catharanthus G. Don
- Neisosperma Raf. =~ Ochrosia Juss.
- Ochrosia Juss.
- Ophioxylon L. = Rauvolfia L.
- Petchia Livera
- Podochrosia Baill. = Rauvolfia L.
- Pseudochrosia Blume = Ochrosia Juss.
- Rauvolfia L.
- Rauwolfia L. = Rauvolfia L.
- Rhazya Decne.
- Vinca L.